# Eishockey-Gruppenliga 1964/65
Die Saison 1964/65 der Eishockey-Gruppenliga war die vierte und letzte Spielzeit der dritthöchsten deutschen Eishockeyliga unter diesen Namen. Meister wurde der EV Rosenheim. Durch die Aufstockung der Bundesliga stieg neben Rosenheim auch Vizemeister EC Deilinghofen in die Oberliga auf. Der Drittplatzierte und Vorjahresabsteiger Kölner EK scheiterte hingegen in den Relegationsspielen an Eintracht Frankfurt.
Zur Saison 1965/66 wurde die Gruppenliga durch die Regionalliga mit vier regionalen Staffeln ersetzt. Der Abstieg aus der Gruppenliga entfiel daher.

## Voraussetzungen

### Teilnehmer
Die Liga wurde kurzfristig aufgestockt. Damit verblieb der Absteiger im Süden, SC Ziegelwies in der Liga. Der Absteiger im Norden, BFC Preussen, hatte als Vertreter Berlins über die Qualifikation zur Gruppenliga den Platz in der Liga gesichert. Aufsteiger im Süden war der Augsburger EV. Nachrücker waren die Teilnehmer an der Qualifikation und Landesligameister Mannheimer SC, Stuttgarter ERC und Bremer ERG. Zusätzlich wurde der neu gegründete ERC Westfalen Dortmund in die Liga aufgenommen.
| Nord - Altonaer SV - BFC Preussen - Bremer ERG (Neuling) - EC Deilinghofen - ERC Westfalen Dortmund (Neuling) - Essener RSC - Hamburger SC - EC Hannover - Kölner EK (Absteiger) - Blau-Weiß Wickede | Süd - Augsburger EV (Neuling) - EV Herrsching - Mannheimer SC (Neuling) - EV Pfronten - ERV Ravensburg - EV Rosenheim - Stuttgarter ERC (Neuling) - SC Weßling - SC Ziegelwies |

### Modus
Die Vorrunde der Liga wurde zweigleisig ausgetragen, wobei die Gruppe Nord mit zehn und die Gruppe Süd mit neun Mannschaften  startete. Die Runde wurde in Form einer Einfachrunde ausgespielt, sodass jeder Verein jeweils ein Heim- und ein Auswärtsspiel gegen die übrigen Mannschaften seiner Gruppe bestritt. Die beiden Erstplatzierten der Gruppen spielten anschließend in einer Endrunde den Meister  aus, der zusammen mit dem Zweitplatzierten direkt in die Oberliga aufstieg. Der Dritte hatte in den Relegationsspielen gegen den Letzten der zweiten Liga ebenfalls in die Oberliga aufzusteigen.
Durch die Einführung der Regionalliga entfielen der Abstieg sowie die Qualifikationsspiele für den Aufstieg aus den Landesligen.

## Vorrunde

### Nord
|     |                        | Sp | S  | U | N  | Tore    | Punkte |
| --- | ---------------------- | -- | -- | - | -- | ------- | ------ |
| 01. | Kölner EK              | 18 | 17 | 0 | 01 | 194:025 | 34:02  |
| 02. | EC Deilinghofen        | 18 | 15 | 1 | 02 | 182:033 | 31:05  |
| 03. | EC Hannover            | 18 | 13 | 1 | 04 | 138:063 | 27:09  |
| 04. | Essener RSC            | 18 | 11 | 4 | 03 | 090:041 | 26:10  |
| 05. | Hamburger SC           | 18 | 08 | 3 | 07 | 088:122 | 19:17  |
| 06. | ERC Westfalen Dortmund | 18 | 06 | 2 | 10 | 057:111 | 14:22  |
| 07. | BFC Preussen           | 18 | 05 | 1 | 12 | 036:098 | 11:25  |
| 08. | Blau-Weiß Wickede      | 18 | 03 | 2 | 13 | 045:132 | 08:28  |
| 09. | Altonaer SV            | 18 | 04 | 0 | 14 | 043:150 | 08:28  |
| 10. | Bremer ERG             | 18 | 01 | 0 | 17 | 018:116 | 02:34  |

Abkürzungen: Sp = Spiele, S = Siege, U = Unentschieden, N = Niederlagen.

Erläuterungen: Endrunde.

### Süd
|    |                 | Sp | S  | U | N  | Tore    | Punkte |
| -- | --------------- | -- | -- | - | -- | ------- | ------ |
| 1. | EV Rosenheim    | 16 | 13 | 2 | 01 | 099:037 | 28:04  |
| 2. | Augsburger EV   | 16 | 12 | 1 | 03 | 097:052 | 25:07  |
| 3. | ERV Ravensburg  | 16 | 10 | 0 | 06 | 082:049 | 20:12  |
| 4. | EV Pfronten     | 16 | 09 | 1 | 06 | 096:060 | 19:13  |
| 5. | SC Weßling      | 16 | 08 | 2 | 06 | 078:057 | 18:14  |
| 6. | Mannheimer SC   | 16 | 06 | 1 | 09 | 049:073 | 13:19  |
| 7. | EV Herrsching   | 16 | 05 | 2 | 09 | 055:085 | 12:20  |
| 8. | SC Ziegelwies   | 16 | 03 | 1 | 12 | 045:087 | 07:25  |
| 9. | Stuttgarter ERC | 16 | 01 | 0 | 15 | 027:128 | 02:30  |

Abkürzungen: Sp = Spiele, S = Siege, U = Unentschieden, N = Niederlagen.

Erläuterungen: Endrunde.

## Endrunde
|    |                 | Sp | S | U | N | Tore  | Punkte |
| -- | --------------- | -- | - | - | - | ----- | ------ |
| 1. | EV Rosenheim    | 6  | 4 | 0 | 2 | 23:18 | 8:4    |
| 2. | EC Deilinghofen | 6  | 3 | 1 | 2 | 21:18 | 7:5    |
| 3. | Kölner EK       | 6  | 3 | 0 | 3 | 20:21 | 6:6    |
| 4. | Augsburger EV   | 6  | 1 | 1 | 4 | 21:28 | 3:9    |

Abkürzungen: Sp = Spiele, S = Siege, U = Unentschieden, N = Niederlagen.

Erläuterungen: Aufsteiger in die Oberliga, Relegation mit dem Letzten der Oberliga.

## Aufstieg zur Gruppenliga
- VERC Lauterbach – SC Brandenburg 6:4 (in Bad Nauheim), 1:2, 5:5 nach 7. Verlängerung (in Hannover)

Das entscheidende dritte Spiel wurde nach 200 gespielten Minuten unentschieden abgebrochen.
Nach der Aufstockung der Liga wurden beide Mannschaften in die nun Regionalliga benannte Liga aufgenommen. Die restlichen Teilnehmer und Spiele der Aufstiegsrunde sind nicht bekannt.